# Ningizzida

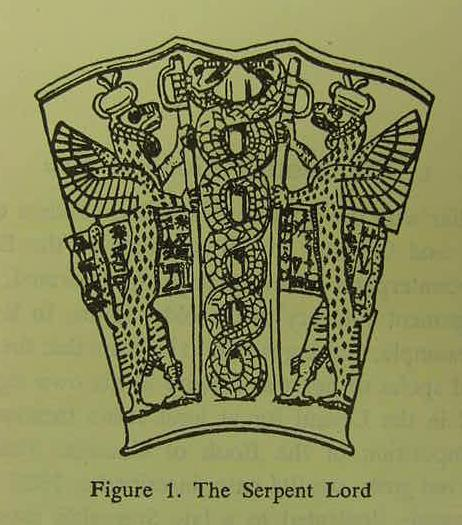
Ningizzida i mitten slingrande runt världspelaren, flankerad av draken Munhussu.

Ningizzida betyder det välväxta trädets härskare och var i mesopotamisk mytologi en gestalt som vaktade porten till himlen. 
Ningizzida var barn till Ninazu och därmed barnbarn till Nergal. Ningizzida var ursprungligen en fruktbarhetsgud men utvecklades med tiden till att bli en läkedomsgud.